# Asteroide binário

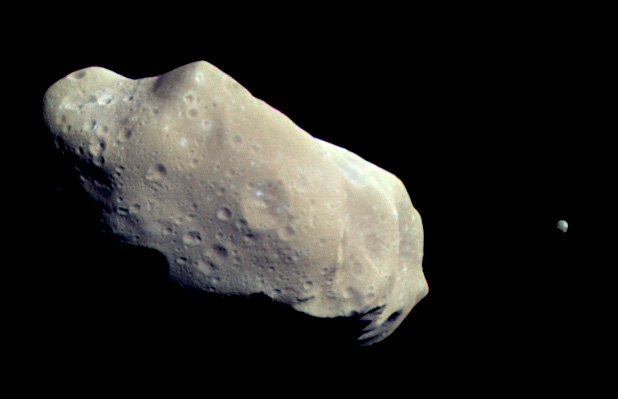
Esta imagem colorida é feita a partir de imagens tiradas pelo sistema de imagem na espaçonave Galileo, cerca de 14 minutos antes da sua aproximação mais próxima ao asteroide 243 Ida, em 28 de agosto de 1993

Um asteroide binário é um sistema binário de dois asteroides orbitando em torno de um centro de massa comum (baricentro). 243 Ida foi o primeiro asteroide binário a ser identificado, quando a sonda espacial Galileu realizou uma aproximação do asteroide. Desde então, vários asteroides binários foram descobertos.
Quando ambos os asteroides componentes possuem tamanhos similares, tais são chamados de "companheiros binários", ou "asteroides duplos". Um exemplo de um verdadeiro companheiro binário é 90 Antiope. Asteroides binários com pequenos satélites também foram descobertos, tais como 22 Kalliope, 45 Eugenia, 87 Sylvia, 107 Camilla, 121 Hermione, 130 Elektra, 243 Ida, 283 Emma e 379 Huenna.